# Казанский юридический институт МВД России
Казанский юридический институт МВД России (сокр. КЮИ МВД России) — высшее учебное заведение системы МВД России в Казани.

## История вуза
Федеральное государственное казённое образовательное учреждение «Казанский юридический институт МВД России» учреждено 21 марта 1974 года, путём создания Казанского учебно-консультационного пункта (УКП) Московского филиала юридического заочного обучения при Академии МВД СССР. В тот год был произведен набор первых 105 слушателей.

## Факультеты

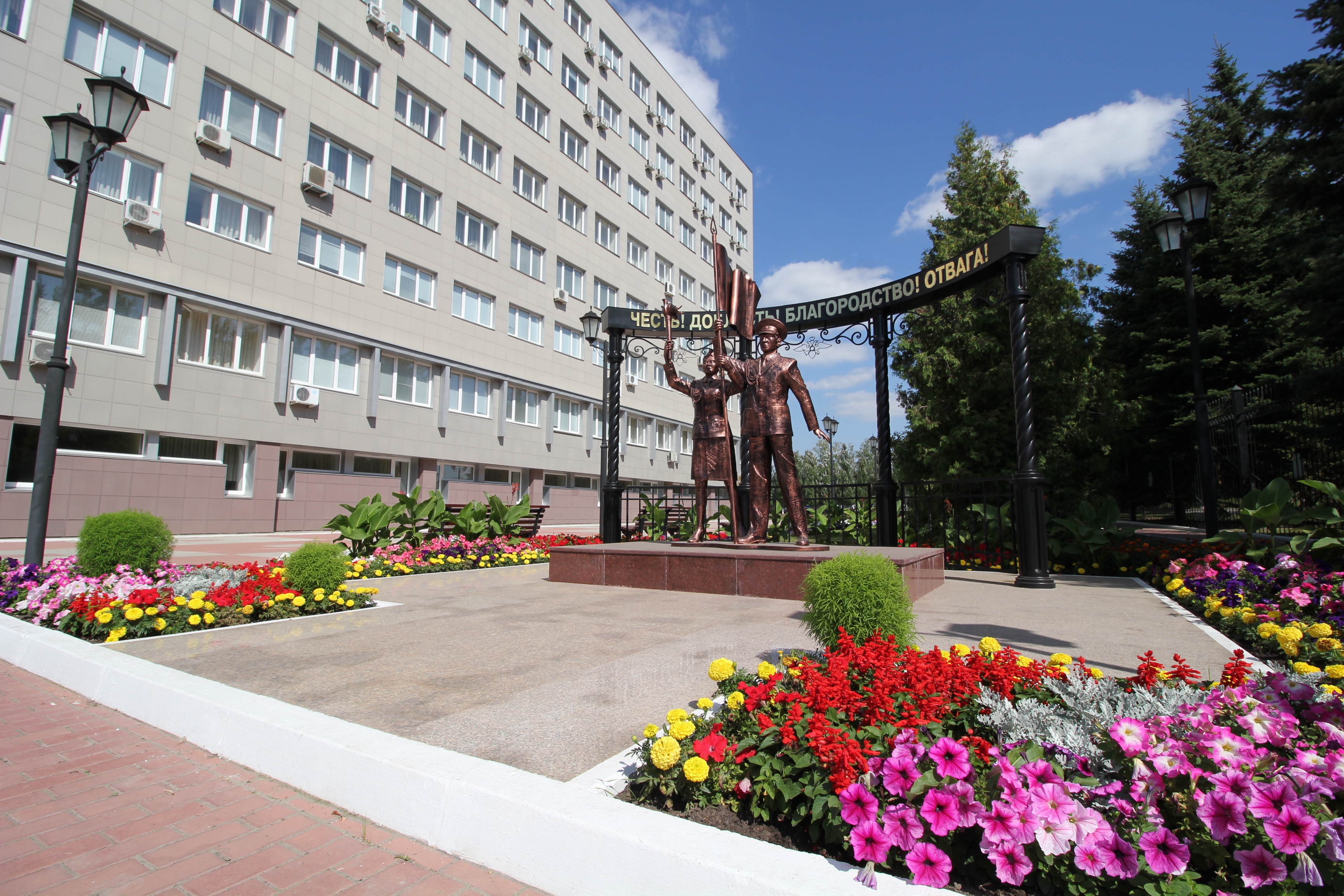
Учебный комплекс № 1 КЮИ МВД России

- Факультет подготовки специалистов по программам высшего образования
- Факультет заочного обучения
- Факультет профессиональной подготовки переподготовки и повышения квалификации

## Начальники
- 1974—1978 — Елманов Григорий Федорович (род. 1925) — полковник внутренней службы в отставке.
- 1978—1984 — Япеев Салих Зелялетдинович (1914—1993) — генерал-лейтенант внутренней службы.
- 1984—1993 — Мугинов Рафаэль Шарипович (род. 1929) — полковник внутренней службы в отставке, Заслуженный работник МВД.
- 1993—2008 — Сафиуллин Наиль Хамитович (род. 1948) — заслуженный юрист Республики Татарстан, кандидат юридических наук, профессор, генерал-майор милиции. Член Коллегии МВД по РТ, член Совета безопасности РТ.
- 2008 — наст. время — Зиннуров Фоат Канафиевич (род. 1959) — генерал-майор полиции, доктор педагогических наук, профессор.